# Bruno Banani
Bruno Banani er et tysk modefirma med hovedkvarter i Chemnitz. 11. marts 2009 udgav Bruno Banani et produktsortiment der gør brug af det øko-venlige fiber Biophyl fra Advansa.
Marketingsrettighederne for parfumerne med brandnavnet Bruno Banani tilhører firmaet Wella.

## Fodnoter
1. ↑  "bruno banani mit klarer Mission" (PDF). Textination. 2010-06-30.
2. ↑  "WHEN YOU THINK DELUXE, THINK...EAST GERMANY?". BusinessWeek. 1997-05-12.
3. ↑  "Bruno Banani underwear goes green with Biophyl". Arkiveret fra originalen 13. juli 2011. Hentet 2009-04-05.